# Каракаш (уезд)
Уезд Карака́ш (уйг. قاراقاش ناھىيىسى‎, Qaraqash Nahiyisi) или Уезд Мою́й (кит. упр. 墨玉县, пиньинь Mòyù Xiàn) — уезд в округе Хотан Синьцзян-Уйгурского автономного района КНР. И китайское, и уйгурское названия в переводе означают «чёрная яшма»; уезд назван в честь протекающей через него реки Каракаш. Власти уезда размещаются в посёлке Каракаш.

## История
В древности эти места входили в состав государства Юйтянь (于阗).
В 1756 г. оазис Хотан, включавший города Ильчи (Хотан), Каракаш, Юрункаш, Керия, Так и Чира, перешел под власть белогорского Ходжи Джахана, воцарившегося в Яркенде и принявшего титул Батур-хан. Хаким-беком оазиса был назначен Ходжис-бек, сыгравший большую роль в ликвидации Джунгарии как государства, изловив и выдав Цинам в августе 1755 г. последнего хунтайджи Джунгарии Даваци (? - 1759).
Ходжис-бек был сторонником компромисса с Цинами, поэтому после того, как цинские войска начали поход против белогорских правителей Восточного Туркестана - братьев Бурхан ад-Дина и Ходжи Джахана, Ходжис-бек был снят с должности и содержался при Ходже Джахане в качестве почетного заложника. Лишь в конце лета 1758 г. он сумел бежать в Уч-Турфан и сдать его Цинам в октябре того же года. 
В Хотанском оазисе остались править сторонники Ходжис-бека, а Ходжа Джахан, потерпевший большое поражение под Кучой, не смог ввести в города оазиса свои гарнизоны, чтобы обезопасить себя от перехода Хотана на сторону врага.
В конце 1758 г. оазис Хотан добровольно признал власть Цинов, беки Каракаша и прочих городов прибыли в Ильчи и выразили свою покорность цинскому эмиссару - беку Эдую, прибывшему в оазис с отрядом в 500 воинов.
Присланный Ходжой Джаханом отряд в 60 человек, который должен был овладеть Ильчи и ликвидировать лояльных Ходжис-беку местных феодалов, был атакован и изгнан местными беками еще до прибытия отряда Эдуя.
С января по апрель 1759 г. сторонники Ходжи Джахана - Абду-Карим и Осман - во главе отряда из 600 всадников атаковали Хотанский оазис и быстро овладели городами Керия, Чира и Так, не имевшими укреплений. Их беки бежали под защиту цинского гарнизона в Ильчи (370 человек). Город Юрункаш был эвакуирован в Ильчи, город Каракаш, в котором находилось чуть более сотни цинских воинов, оказал ожесточенное сопротивление отрядам Абду-Карима и Османа.
Осада продолжалась более 3 месяцев. В защите Каракаша принимало активное участие местное население. В апреле 1759 г. подошло цинское подкрепление из Аксу, с осени 1758 г. являвшегося передовым форпостом Цинов в Восточном Туркестане. В результате внезапного удара по лагерю осаждавших, расположенного к востоку от Каракаша, цинские войска опрокинули повстанцев и погнали их в сторону селения Зава. Разгромленные отряды повстанцев бежали в Яркенд. После этого территория вокруг Каракаша была взята под контроль цинской администрации, а местные ополченцы, мужественно защищавшие свой город, получили награду от императора Цяньлуна.
В 1864-1878 гг., во время большого уйгурского восстания, овладевший Хотанским оазисом Хаджи Хабибулла выстроил в Зава большую крепость и учредил базар. После подавления восстания крепость была уничтожена цинскими войсками.
Уезд Каракаш был образован в 1913 году, когда Хэтяньская непосредственно управляемая область (和阗直隶州) была разделена на уезды Хотан и Каракаш.

## Административное деление
Уезд Каракаш делится на 4 посёлка и 12 волостей.

## Транспорт
- Годао 315
- Кашгарско-Хотанская железная дорога